# Костеловська Марія Михайлівна
Марія Михайлівна Костеловська (рос. Мария Михайловна Костеловская; 1878—1964) — радянський партійний і державний діяч, керівник ревкому киргизького (казахського) краю.

## Життєпис
Народилась в Уфі в родині дрібного чиновника. Навчалась на вищих жіночих курсах у Петербурзі, втім 1901 року за участь у студентських гуртках була засуджена до заслання. 1903 року вступила до лав РСДРП(б). Під час революції 1905—1907 років перебувала в Криму та стала активною її учасницею.
Після цього перебувала на партійній роботі в Новочеркаську, Катеринодарі, Севастополі, Одесі, Луганську, Оренбурзі, Москві. Неодноразово заарештовувалась. 1906 року зайняла пост партійного пропагандиста Василеострівського райкому РСДРП у Петербурзі. У 1906—1910 роках з партійними дорученнями щодо організації нелегального перетину кордону емігрантами перебувала у Фінляндії.
Після Лютневої революції 1917 року стала секретарем Пресненського райкому партії в Москві. Була делегатом 7-ї конференції РСДРП(б). 3 (16) квітня 1917 року брала участь у зустрічі Володимира Леніна, який повернувся з еміграції, на Фінляндському вокзалі в Петрограді.
Під час Жовтневого перевороту 1917 року обіймала посаду заступника начальника штабу Червоної гвардії Московської ради. 1918 року очолила Військово-продовольче бюро, керувала робітничими продзагонами. 1919 року зайняла пост начальника політвідділу 2-ї армії Східного фронту, потім — заступника голови ревкому Донбасу. Працювала завідувачкою відділу партійного життя у «Правді», а також секретарем Краснопресненського райкому ВКП(б).
1921 року тимчасово очолювала партійну організацію Киргизької АРСР.
Була делегаткою 8-го, 11-го, 17-го з'їздів партії. Від 1946 року — персональна пенсіонерка.